# Яворская, Нина Викторовна
Ни́на Ви́кторовна Яво́рская (1902—1992) — советский искусствовед и музейный работник, кандидат искусствоведения, профессор (1939). Основная сфера интересов — французское искусство XIX—XX веков. Изучала также искусство Украины, Польши и Югославии.

## Биография
Училась на историко-филологическом факультете (факультете общественных наук) МГУ им. М. В. Ломоносова (1919—1923) и в аспирантуре Российской ассоциации научно-исследовательских институтов (РАНИОН) (1924—1929). В 1929 году защитила кандидатскую диссертацию «Творчество Сезанна».
В 1923—1948 годах работала в Государственном музее нового западного искусства (ГМНЗИ). Сначала младшим помощником хранителя, с 1932 отвечала за экспозиционно-выставочную работу. В первые годы Великой Отечественной войны исполняла обязанности директора музея, с 1944 — заместитель директора по научной работе. В качестве одного из ведущих специалистов музея занималась экспозиционной, популяризаторской, методической и научной работой.
В 1924—1929 годах одновременно также работала в ГАХН (и. о. учёного секретаря подсекции современного искусства секции пространственных искусств (СПИ)). Преподавала в МГУ (1930—1931), руководила аспирантурой в ГМНЗИ (1931—1934), занималась с аспирантами в ИФЛИ (1934—1938).
Входила в ликвидационную комиссию при разделе Государственного музея нового западного искусства (1948). После его ликвидации до 1968 года работала в Научно-исследовательском институте теории и истории изобразительных искусств Академии художеств СССР. Член Учёного совета ГМИИ им. А. С. Пушкина (1957—1980).
При обсуждении в 1990 году идеи создания в Москве художественного музея XX века, Яворская предложила разместить его в бывшем здании ГМНЗИ (усадьба Морозова на Пречистенке), восстановив на исторических местах ансамбли Мориса Дени и Пьера Боннара.
По мнению Ю. Б. Норштейна, «История Государственного музея нового западного искусства» Яворской должна стать «основой серьёзного разговора о возможности восстановления ГМНЗИ».
Автор первой в советском искусствознании монографии о Поле Сезанне.
А. В. Рыков рассматривает Яворскую как представителя такого направления в искусствоведении того времени как «вульгарная социология» и отмечает, что «многие корифеи „вульгарной социологии“ были тесно связаны с авангардистским искусством,
формалистическим дискурсом и по праву считаются частью мировой интеллектуальной и художественной
элиты того времени».
Супруг — Б. Н. Терновец. Похоронена на Новодевичьем кладбище.

### Избранные труды
- Художник и зритель во Франции в середине XIX века // Труды секции теории и методологии (социологической). РАНИОН. — М., 1928. — Т. II.
- Сильвестр Щедрин (1791—1830). — М.: Изд-во Гос. Третьяковской галереи, 1931. — 50 с.
- Современная революционная политическая сатира на Западе: (Германия, Америка, Франция). — М.: ОГИЗ — Л.: ИЗОГИЗ, 1932. — 94, [6] с.: ил.
- Пабло Пикассо. — М.: ОГИЗ-ИЗОГИЗ, 1933. — 45 с.
- Вводные статьи: Клод Моне, Поль Сезанн, Пабло Пикассо, Озанфан, Жаннере, Ганс фон Маре в: Мастера искусства об искусстве: избранные отрывки из писем, дневников, речей и трактатов; В 4 томах / Под общ. ред. Д. Е. Аркина и Б. Н. Терновца. — Т. 3. — М.: Гос. изд-во изобразительных искусств, 1934. 2-е изд., доп.: М.—Л.: Гос. изд-во изобразительных искусств, 1939.
- Оноре Домье. — Л.: Издательство Ленинградского областного союза советских художников, 1935 (Художественное наследие. Западноевропейское искусство). — 156 с.: 46 ил.
- Сезанн. — М.: ОГИЗ—ИЗОГИЗ, 1935. — 87 с. Итальянское издание: Iavorskaia N. Paul Cezanne. — Milano: Hoepli, 1935 (Arte moderna straniera. Serie A. Pittori. — № 4). Seconda edizione: Milano: Hoepli, 1944 (Arte moderna straniera. Serie A. Pittori. — № 4). — 41 p., con ill. b.n. n.t. + 34 tavv. f.t. di cui una a col.
- Романтизм и реализм во Франции в XIX веке. — М.: ИЗОГИЗ, Полиграфтехникум, 1938. — 208 с., 1 вкл. л. ил.: ил.
- В соавт. c: Терновец Б. Н. Художественная жизнь Франции второй половины XIX века: Учебное пособие. — М.: ОГИЗ, 1938. — 137 c.
- В соавт. c: Курильцева В. В. Искусство Советской Украины: Живопись. Скульптура. Графика. Очерки / Акад. художеств СССР. Ин-т теории и истории изобразит. искусств. — М.: Искусство, 1957. — 299 с.: ил.
- Западноевропейское искусство XIX века. — М.: Изд-во Акад. художеств СССР, 1962 (Библиотека по изобразительному искусству для народных университетов культуры, художественной самодеятельности и школьных библиотек) / Акад. художеств СССР). — 79 с., 2 л. ил.: ил.
- Пейзаж барбизонской школы. — М.: Искусство, 1962. — 345 c.
- Кубизм и футуризм // Модернизм: Анализ и критика основных направлений / ред. В. В. Ванслов, Ю. Д. Колпинский. — М.: Искусство, 1969. — С. 37—78.
- Пьер Боннар. — М.: Искусство, 1972. — 128 с.
- Современная французская живопись: очерки. — М.: Искусство, 1977 (Зарубежное искусство 20 в.). — 213 с.: ил.
- К истории международных связей Государственного музея нового западного искусства (1922—1939) / Авт.-сост. Н. В. Яворская; Под ред. И. Е. Даниловой. — М., 1978 (Из архива ГМИИ / Гос. музей изобраз. искусств им. А. С. Пушкина. — Вып. 2). — 475 с.
- Из истории советского искусствознания; О французском искусстве XIX—XX веков. — М.: Советский художник, 1987 (Серия: Библиотека искусствознания). — 256 с.
- Рассказ очевидца о том, как был закрыт Музей нового западного искусства // Декоративное искусство. — 1988. — № 7.
- Каким быть музею XX века // Творчество. — 1990. — № 11.
- История Государственного музея нового западного искусства (по документам и воспоминаниям) // Искусствознание. — 1/02. — М., 2002. — С. 595—603.
- История Государственного музея нового западного искусства. Москва. 1918—1948. — М.: ГМИИ им. А. С. Пушкина, 2012. — 480 с.: ил., портр. — ISBN 978-5-903190-50-8

В качестве редактора и составителя:
- Терновец Б. Н. Избранные статьи / Сост., авт. вступ. статьи и примеч. Н. В. Яворская и Г. Ю. Стернин. — М.: Советский художник, 1963. — 364 с.
- Мастера искусства об искусстве: Избранные отрывки из писем, дневников, речей и трактатов: В семи томах. В восьми книгах. — Т. 4: Первая половина XIX века / Под общ. ред. А. А. Губера и др.; под ред. И. Л. Маца и Н. В. Яворской. — М.: Искусство, 1967. — 622 с.; Т. 5 (Кн.1, 2): Искусство конца XIX — начала XX века / Под общ. ред. А. А. Губера и др.; под ред.И. Л. Маца и Н. В. Яворской. — М.: Искусство, 1968—1969. — 448+541 с.
- Всеобщая история искусств: В шести томах / Академия художеств СССР, Институт теории и истории изобразительных искусств. — Т. 5: Искусство 19 века / Под общей редакцией Ю. Д. Колпинского и Н. В. Яворской. — М.: Искусство, 1964. — 872, XCVIII с., ил.[9].
- Поль Сезанн. Переписка. Воспоминания современников / Пер. с франц. Е. Р. Классон, Л. Д. Липман; сост., вступит. статья, с. 3—46, примечания и хронология жизни и творчества Сезанна Н. В. Яворской. — М.: Искусство, 1972. — 370 с.
- Терновец Б. Н. Письма. Дневники. Статьи / Сост., вступ. ст., тексты к разд., коммент. Л. С. Алёшиной, Н. В. Яворской. — М.: Советский художник, 1977. — 362 с.
- Из истории художественной жизни СССР: Интернациональные связи в области изобразительного искусства, 1917—1940. Материалы и документы / Сост. и вступ. статья Л. С. Алёшиной и Н. В. Яворской. — М.: Искусство, 1987. — 365 с.